# Cuórum
Quorum o cuórum (a partir de la expresión latina quorum [præsentia suffĭcit], ‘cuya [presencia es suficiente]’) es la proporción o el número de asistentes que se requieren para que una sesión de un cuerpo colegiado, en especial parlamentario, pueda comenzar o adoptar una decisión formalmente válida. La grafía cuórum es la recomendada por el Diccionario de la Real Academia Española, en cambio quorum (latinismo crudo) es la sola grafía registrada por el Diccionario Panhispánico del Español Jurídico.
Suele ser el número mínimo de miembros de una asamblea deliberativa (un órgano que utiliza un procedimiento parlamentario, como un legislador) necesario para dirigir el negocio de ese grupo. De acuerdo con las Reglas de Orden recientemente revisadas, la «exigencia de cuórum es la protección contra una acción totalmente no representativa en nombre del cuerpo por un número indebidamente pequeño de personas».

## Origen

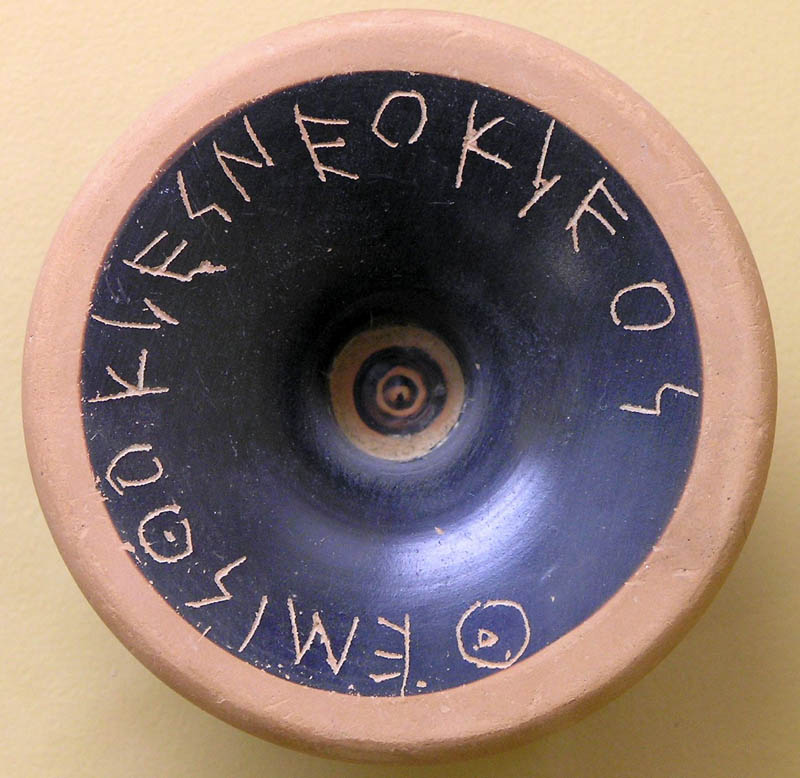
Voto emitido contra Temístocles. Se requiere un quorum de 6000 para el ostracismo bajo la democracia ateniense, según Plutarco. Un quorum similar era necesario en el siglo siguiente para las concesiones de la ciudadanía.

El término quorum, en castellano, proviene del uso jurídico británico, en el cual existía un tribunal denominado: Justices of the quorum, cuyos miembros actuaban en forma solidaria, de modo que, para que una decisión fuese válida, por lo menos uno de ellos debía estar presente. El cuerpo se refería al miembro presente mediante la fórmula latina: quorum vos unum esse volemus, que significaba ‘de los cuales queremos que vos seáis uno’. El primer término, quorum, ‘de quiénes’, es el genitivo masculino o neutro plural de qui, ‘quién’. Quora como plural de quorum no es una formación latina válida.

## Número constitucional del cuórum
Cada asamblea determina el número de miembros que constituye un cuórum en sus documentos de gobierno (como en su constitución, estatutos u órdenes permanentes). El cuórum también puede establecerse por ley. Las Reglas de Orden de Robert recientemente revisadas estipulan que el cuórum establecido en los estatutos de una organización «debe aproximarse al número más grande de los que se puede depender para asistir a cualquier reunión, excepto en muy mal tiempo u otras condiciones extremadamente desfavorables».
En ausencia de tal disposición, el cuórum en una asamblea se puede determinar calculando la mayoría de los miembros. En las reuniones de una convención, a menos que se disponga lo contrario, el cuórum es la mayoría de los delegados registrados, incluso si algunos han partido. En una reunión de masas o en una organización en la que la membresía no puede ser determinada con precisión, el cuórum está formado por aquellos que asisten a la reunión.
En los comités y juntas, el cuórum es la mayoría de los miembros del consejo o comité, a menos que se disponga otra cosa. El consejo o comité no puede establecer su propio cuórum a menos que se le otorgue tal poder. En un comité de conjunto o sus variantes, el cuórum es el mismo que el conjunto, a menos que se disponga otra cosa.
En los grupos en línea, un cuórum tiene que ser determinado de una manera diferente, ya que nadie está realmente «presente». Las reglas que establecen tales grupos tendrían que prescribir esta determinación. Un ejemplo es que un cuórum en tales grupos podría establecerse como «presente» si suficientes miembros afirman que están «presentes» en el tiempo de reunión designado.

## Determinación del cuórum
El presidente del grupo tiene la responsabilidad de determinar si hay cuórum. Además, cualquier miembro puede plantear una cuestión de orden acerca de una aparente ausencia de cuórum. Debido a que es difícil determinar exactamente cuándo se perdió un cuórum, los puntos de orden relativos a la ausencia de cuórum «generalmente no están autorizados a afectar a la acción previa, pero con pruebas claras y convincentes, tal punto de orden puede tener efecto retroactivo por un fallo del presidente, sujeto a apelación».

## Aplicación

### España
Los párrafos 1 y 2 del artículo 79 de la Constitución española de 1978 son ejemplos de este concepto:

1. Para adoptar acuerdos, las Cámaras deben estar reunidas reglamentariamente y con asistencia de la mayoría de sus miembros.

2. Dichos acuerdos, para ser válidos, deberán ser aprobados por la mayoría de los miembros presentes, sin perjuicio de las mayorías especiales que establezcan la Constitución o las leyes orgánicas y las que para elección de personas establezcan los Reglamentos de las Cámaras.

En ambos puntos se exige cuórum: en el primero, se exige cuórum de asistencia para poder adoptar una decisión, en tanto que en el segundo se fija la mayoría necesaria para la validez de un acuerdo.
El punto 2 del artículo 17 "Convocatorias y sesiones." de la Ley 40/2015, de 1 de octubre, de Régimen Jurídico del Sector Público, establece, por su lado, las condiciones que ha de reunir un órgano colegiado para dar inicio a sus sesiones:

2. Para la válida constitución del órgano, a efectos de la celebración de sesiones, deliberaciones y toma de acuerdos, se requerirá la asistencia, presencial o a distancia, del Presidente y Secretario o en su caso, de quienes les suplan, y la de la mitad, al menos, de sus miembros.

Cuando se trate de los órganos colegiados a que se refiere el artículo 15.2, el Presidente podrá considerar válidamente constituido el órgano, a efectos de celebración de sesión, si asisten los representantes de las Administraciones Públicas y de las organizaciones representativas de intereses sociales miembros del órgano a los que se haya atribuido la condición de portavoces.

Cuando estuvieran reunidos, de manera presencial o a distancia, el Secretario y todos los miembros del órgano colegiado, o en su caso las personas que les suplan, éstos podrán constituirse válidamente como órgano colegiado para la celebración de sesiones, deliberaciones y adopción de acuerdos sin necesidad de convocatoria previa cuando así lo decidan todos sus miembros..

### Estados Unidos
Según el Artículo Primero de la Constitución de los Estados Unidos de América, la Cámara de Representantes y el Senado necesitan un cuórum de mayoría simple de sus respectivos miembros. El Senado tiene la exigencia adicional en su Reglamento de «una mayoría de miembros elegidos a su debido tiempo y habiendo jurado sus cargos»[cita requerida] (Regla IV).

### Argentina
Para formar cuórum en el Senado y la Cámara de Diputados en la Nación Argentina, será necesaria la presencia de la mayoría absoluta de sus miembros, entendiéndose como tal cuando los miembros presentes superen a los miembros ausentes según el artículo 16 del Reglamento del Senado de la Nación Argentina y el artículo 15 del Reglamento Interno de la Cámara de Diputados de la Nación Argentina.